# پاندروسا (نیومکزیکو)
پاندروسا (به انگلیسی: Ponderosa) یک منطقهٔ مسکونی در ایالات متحده آمریکا است که در شهرستان سندووال، نیومکزیکو واقع شده‌است. پاندروسا ۱۹٫۰ کیلومتر مربع مساحت و ۳۸۳ نفر جمعیت دارد و ۱٬۸۳۲ متر بالاتر از سطح دریا واقع شده‌است.